# Pipkrake

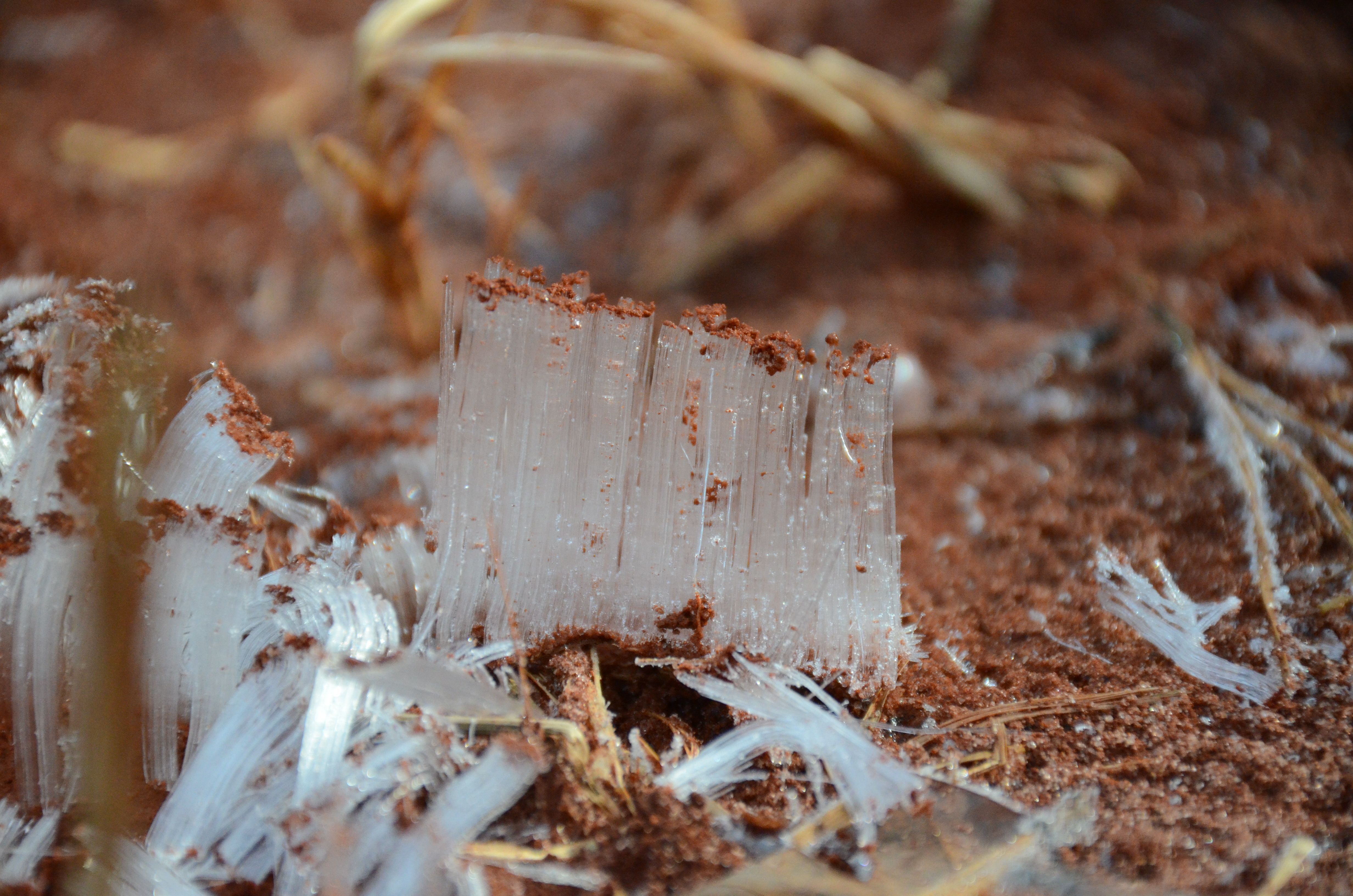
Pipkrakes droits se formant.

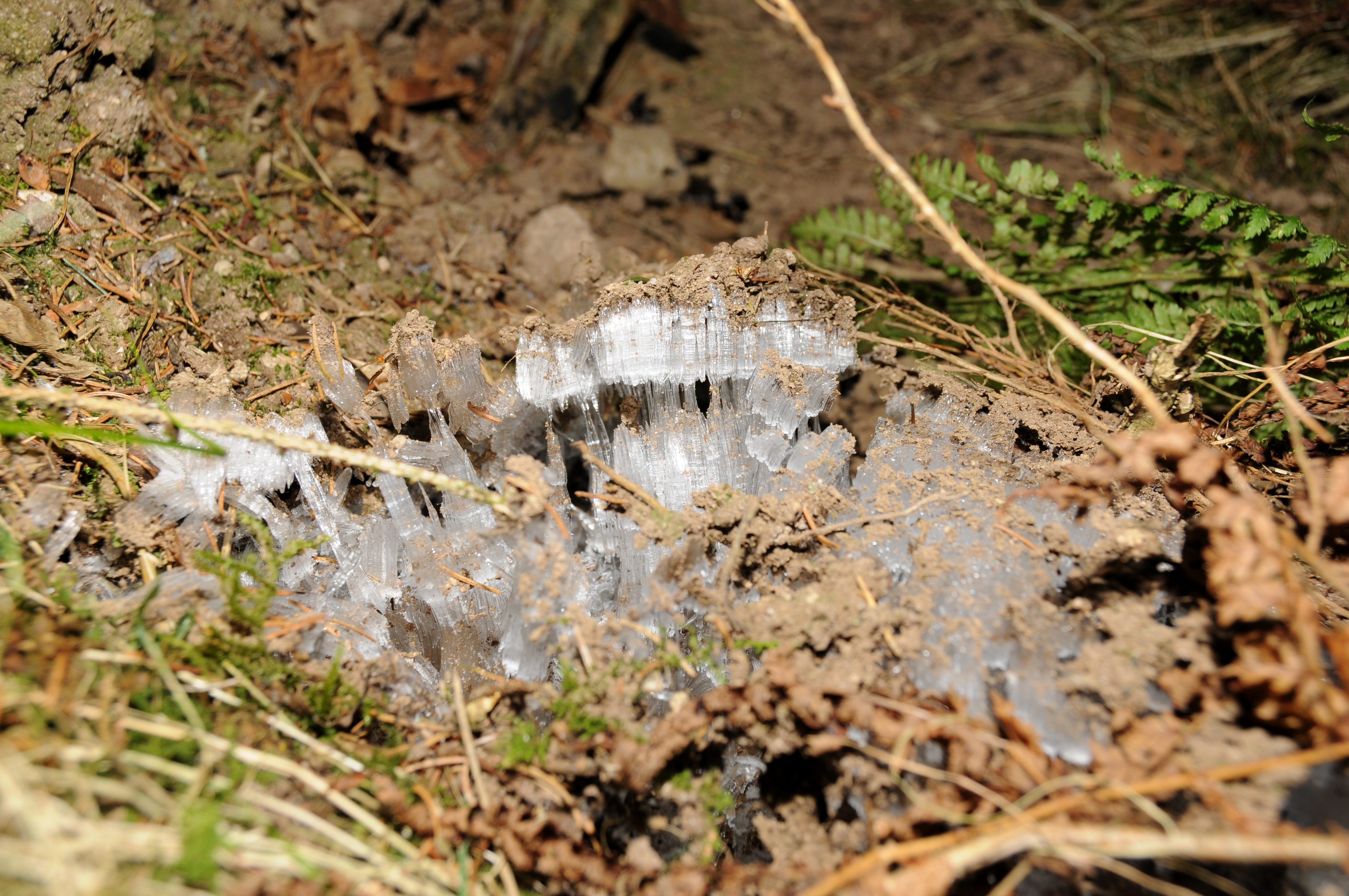
Pipkrakes soulevant la surface du sol.

Les pipkrakes ou aiguilles de glace sont des cristaux de glace, longs de quelques millimètres à quelques centimètres, qui se développent perpendiculairement sous la surface du sol quand la température de l'air est négative. Ils sont caractéristiques des environnements périglaciaires humides mais peuvent se développer dans tous les sols soumis au gel.
Les pipkrakes soulèvent de petites particules et, par actions répétées de gel-dégel, sont un facteur de déclenchement de l'érosion des sols et de la végétation. Sur pente, ils contribuent au processus géomorphologique de reptation.
Le terme vient du suédois pipa (tube) et krake (fragile, fin) et utilisé en  1907 par le botaniste suédois Henrik Hesselman (1874-1943).

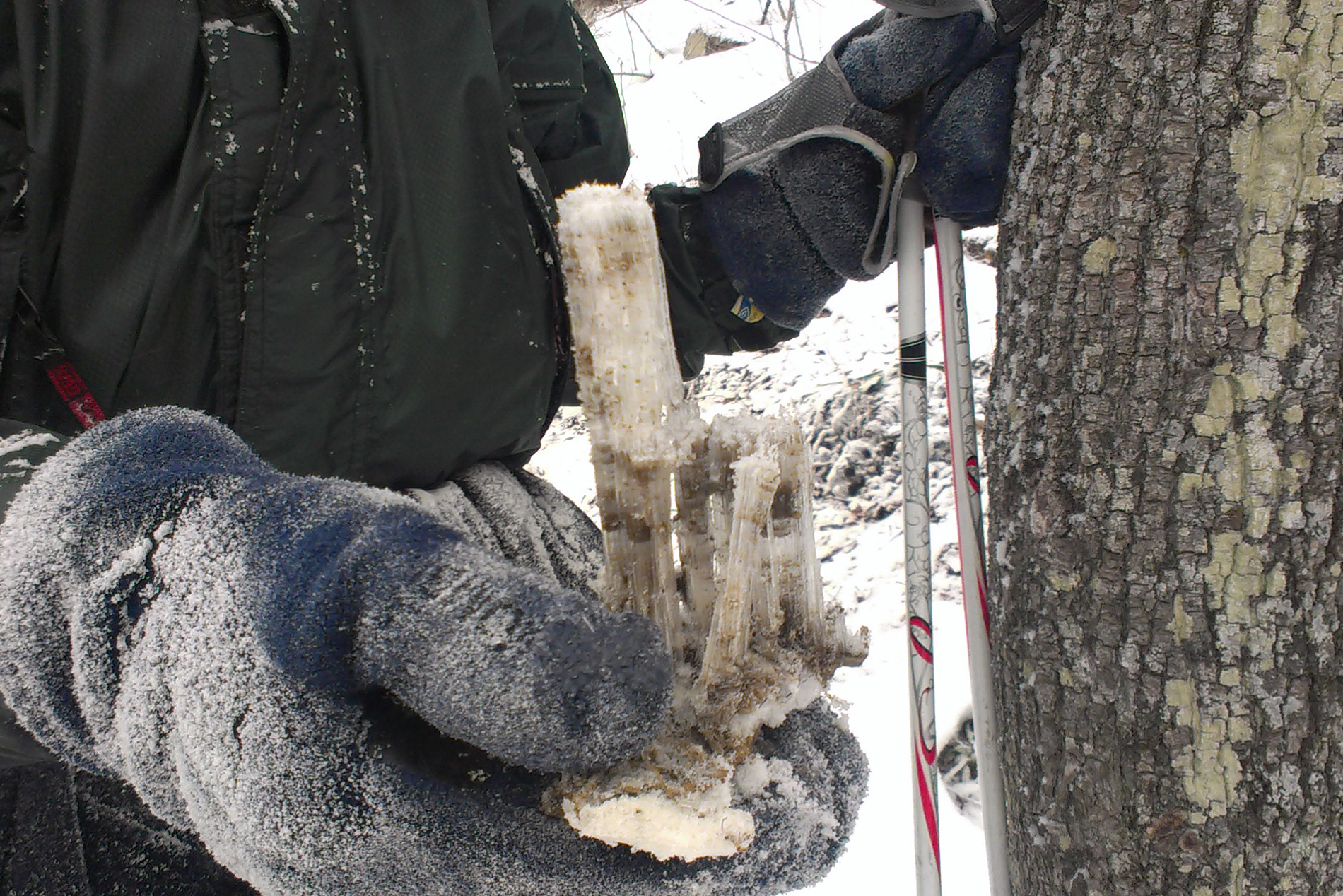
Après une semaine de temps chaud, une rapide chute de température à -20 degrés Celsius a créé ces aiguilles de glace de plus de 12 cm (Québec, hiver 2014-2015)